# Jamie Lloyd
Jamie Lloyd é uma personagem da série Halloween participou em Halloween 4: The Return of Michael Myers, Halloween 5: The Revenge of Michael Myers e Halloween: The Curse of Michael Myers. Jamie Lee Curtis foi convidada para retornar como Laurie Strode para o quarto filme, mas estava ocupada em outro projeto. Ela pediu que os escritores escrevessem apenas que ela tinha morrido em um acidente automobilístico. Em vez disso, o filme apresenta a filha de Laurie. Jamie Lloyd. Como é filha de Laurie, ela também é sobrinha do famoso serial killer Michael Myers. Ela foi interpretada por Danielle Harris em Halloween 4: The Return of Michael Myers e Halloween 5: The Revenge of Michael Myers, e por JC Brandy em Halloween: The Curse of Michael Myers.

## Biografia
Jamie Lloyd nasceu em Haddonfield, Illinois. Sua mãe biológica é Laurie Strode e a identidade de seu pai é desconhecida.
É revelado em Halloween 4 que no final de novembro de 1987, os pais de Jamie morreram.
Jamie sofre de pesadelos com seu tio Michael. Ela vê o amor de sua família substituta, seus pais adotivos são Darlene Carruthers e Richard Carruthers, e especialmente sua filha Rachel, Jamie e ela são irmãs de criação.

## Halloween 4: The Return of Michael Myers
Jamie sofre de pesadelos com seu tio Michael Myers. Em 30 de outubro de 1988, Michael está sendo transferido para o sanatório de Smith's Grove. No caminho descobre que tem uma sobrinha, renasce sua sede de matar e foge para Haddonfield para matar Jamie. No Halloween, Jamie e Rachel fogem da cidade, Rachel atropela Michael e Jamie vai até ele e segura sua mão. Depois de ordenar a ela para ficar longe dele, a polícia executa Michael, fazendo-o cair em uma mina abandonada, que então se desmorona em cima dele. Mais tarde, de volta a seu lar adotivo, Jamie é possuída pelo espírito de Michael e esfaqueia sua mãe adotiva. Quando se ouvem gritos do andar de cima, o Dr. Loomis vai até a escadaria e vê Jamie segurando uma tesoura. Sheriff Ben Meeker segura Loomis antes dele atirar nela. Jamie é agora, aparentemente, consumida pela fúria de Michael.

## Halloween 5: The Revenge of Michael Myers
No inicio do filme se descobre que era apenas um pesadelo onde Jamie matava sua mãe adotiva. Um ano depois dos acontecimentos do filme anterior, Jamie está  traumatizada e está alojada no Ambulatório da Criança de Haddonfield. Loomis e Jamie vão para antiga casa de Michael, atrindo ele para a casa, ao chama-lo de tio, ele tira a sua máscara, ao ver seu rosto, ela diz que ele é como ela. No entanto, quando ela vai enxugar suas lágrimas, ele coloca a sua máscara de volta e tenta matá-la. Loomis captura Michael atirando dardos com tranqüilizante. Michael é algemado e preso na cadeia, aguardando o transporte para uma cadeia de segurança máxima, mas um Homem de Preto chega na delegacia e começa a atirar com uma metralhadora. Jamie entra na delegacia e vê que oito policiais foram mortos a tiros e que seu tio escapou. O filme termina com Jamie chorando.

## Halloween: The Curse of Michael Myers
É evidente que o Homem de Preto havia sequestrado Jamie imediatamente após o tiroteio e manteve-a em cativeiro, junto com seu tio Michael, durante os últimos seis anos. Ele também é o líder de uma seita Druida sediada nos níveis subterrâneos do sanatório Smith's Grove. Jamie, que agora está com 15 anos, e dá à luz um menino, Steven Strode, que é nomeado por Tommy Doyle (que Laurie foi babá no Halloween de 1978). No entanto, Jamie morre cedo no filme, quando Michael a empala em um debulhador de milho. Na versão do diretor ela consegue sobreviver, mas é baleada na cabeça no final do filme. Loomis e Tommy, então, protegem o bebê de Jamie de Michael durante o decorrer do filme.